# Varilhes
Varilhes is een gemeente in het Franse departement Ariège (regio Occitanie). De gemeente telde 3.491 inwoners op 1 januari 2022. De plaats maakt deel uit van het arrondissement Pamiers.

## Geschiedenis
De plaats is ontstaan rond een priorij van de abdij van Alet en een kasteel van de graven van Foix. Dit kasteel werd in de as gelegd tijdens de Albigenzische Kruistochten maar later herbouwd. Ook na de reformatie bleef de bevolking van Varilhes katholiek terwijl die van het naburige Pamiers grotendeels overging op het protestantse geloof. Varilhes werd in 1627 belegerd door een protestants leger maar niet ingenomen.
Varilhes leefde voornamelijk van de landbouw. Wijngaarden strekten zich aanvankelijk enkel uit op de hellingen langs de oevers van de Ariège, maar in de loop van de 19e eeuw werden ook de vlakten bij de gehuchten Laborie en Le Courbas met wijnstokken beplant. Op de Ariège waren watermolens, onder andere om graan te malen. In de 19e eeuw kwam er metaalindustrie in de gemeente. Varilhes kreeg een links bestuur dat in 1871 de rode vlag uithing in steun aan de Commune van Parijs. In 1863 werd het spoorwegstation geopend. Het station lag toen buiten het centrum maar is intussen met bebouwing verbonden met het centrum van de gemeente.
Tijdens de Tweede Wereldoorlog was het verzet erg actief rond Varilhes. Na een aanslag in 1944 werden meer dan 20 inwoners van de gemeente gedeporteerd door de Duitsers.

## Geografie
De oppervlakte van Varilhes bedroeg op 1 januari 2022 11,76 vierkante kilometer; de bevolkingsdichtheid was toen 296,9 inwoners per km². De Ariège stroomt door de gemeente.
De onderstaande kaart toont de ligging van Varilhes met de belangrijkste infrastructuur en aangrenzende gemeenten.

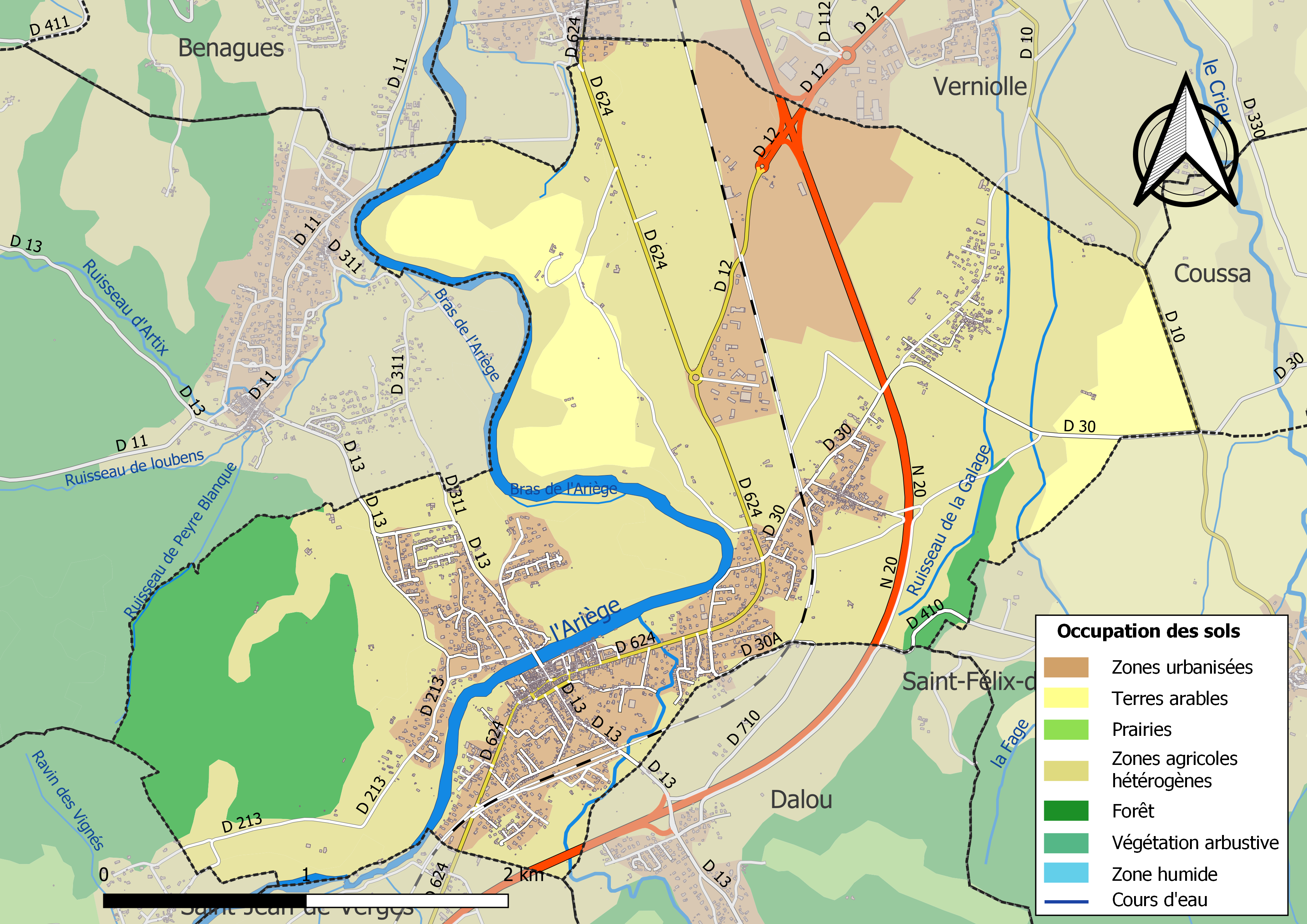

## Verkeer en vervoer
In de gemeente ligt spoorwegstation Varilhes.

## Demografie
Onderstaande figuur toont het verloop van het inwonertal (bron: INSEE-tellingen).

Vanwege een beveiligingsprobleem met de MediaWiki Graph-software is het momenteel niet mogelijk deze grafiek weer te geven. Zodra de software is bijgewerkt zal de grafiek vanzelf weer zichtbaar worden.

## Bezienswaardigheden

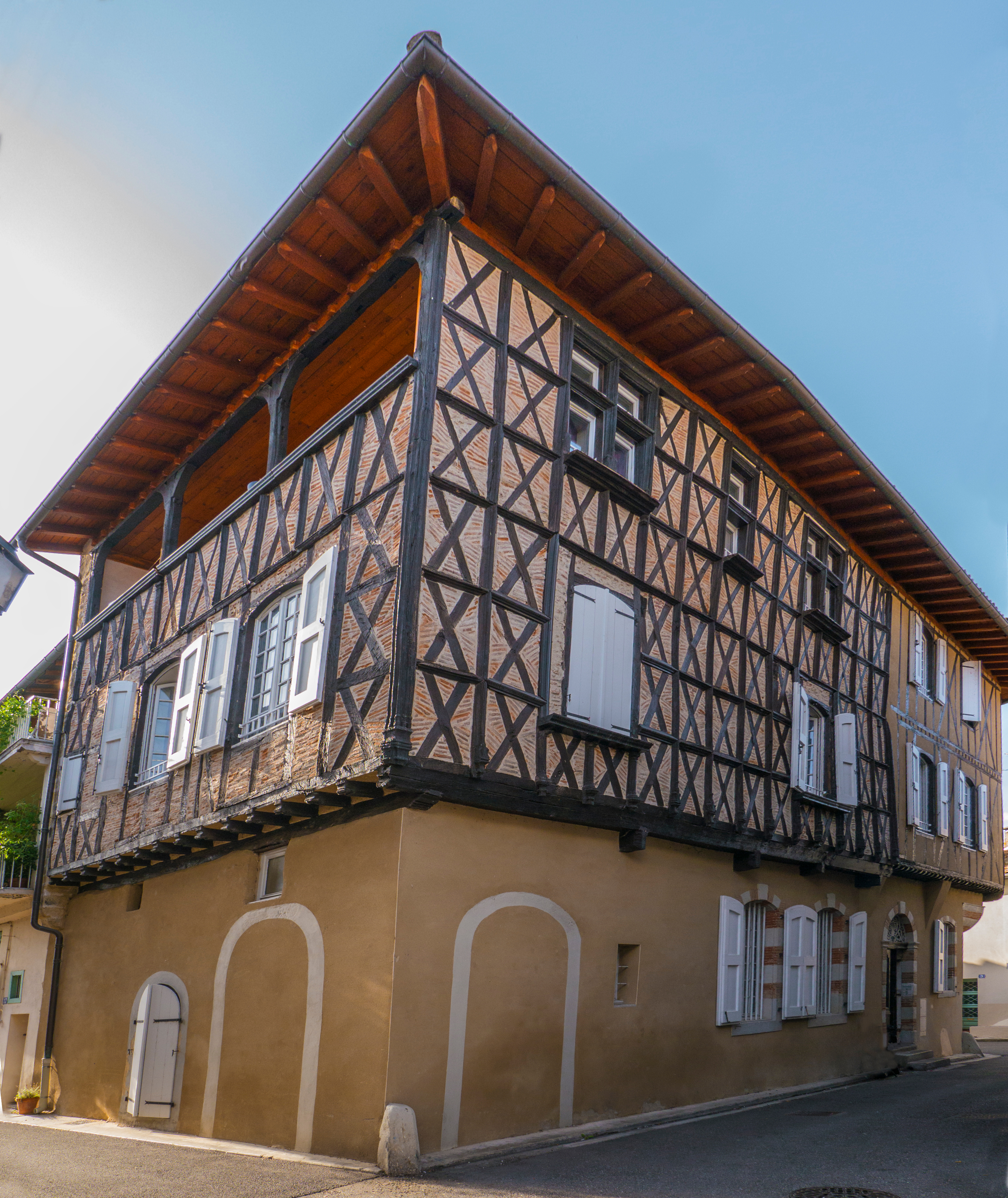
Vakwerkhuis

Varilhes bezit enkele oude huizen waaronder het 16e-eeuwse vakwerkhuis maison Aynié. De brug over de Ariège werd gebouwd tussen 1873 en 1876. Deze verving eerdere houten bruggen die regelmatig werden weggespoeld bij overstromingen van de rivier. De openbare wasplaats is van 1930.
In de gemeente bevinden zich volgende kastelen:
- Château Cassaing
- Château de Longpré.
- Château de Las Rives.
- Château de Fourtic.